# Windmotor Baijum
De Windmotor Baijum is een poldermolen nabij het Friese dorp Baijum, dat in de Nederlandse gemeente Waadhoeke ligt.

## Beschrijving
De Windmotor Baijum, die ongeveer een halve kilometer ten zuidoosten van het dorp staat, is een Amerikaanse windmotor van het zeldzame type Mous. De achttien bladen tellende molen werd rond 1935 door machinefabriek Koelstra gebouwd voor de bemaling van de Huinserpolder, waar hij een traditionele windmolen verving die daarna werd gesloopt. De molen is een rijksmonument en werd in 2004 voor het laatst gerestaureerd. De molen is niet geopend voor publiek. De windmotor is door Wetterskip Fryslân overgedragen aan de Stichting Waterschapserfgoed.